# Philothis arabicus
Philothis arabicus är en skalbaggsart som beskrevs av Miłosz A. Mazur 1994. Philothis arabicus ingår i släktet Philothis och familjen stumpbaggar. Inga underarter finns listade i Catalogue of Life.